# J. Bohn & Berger
J. Bohn & Berger war ein Verlag in Leipzig-Lindenau von 1940 bis 1950.

## Geschichte
1940 übernahm Joseph Bohn einen Verlag (oder eine Druckerei?) und wandelte ihn zu J. Bohn & Berger um, mit Sitz in der Saalfelder Straße 2–4 in Lindenau. (Er führte bereits den Belletristikverlag J. Bohn & Sohn.)
Er wollte dort Fachliteratur zu juristischen Themen sowie Spezialformulare für Buchhändler und Handwerker verlegen. Zwischen 1941 und 1943 erschienen dort aber einige Bücher über Rundfunktechnik.
Ende 1946 wurde der Verlag J. Bohn & Berger in Leipzig neu gegründet. Es erschienen dort wieder einige Rundfunktechnikschriften bis 1949.
Danach wurde der Verlag geschlossen.
Seit 1951 befand sich in dem Gebäude Saalfelder Straße 2–4 der neue katholische St. Benno Verlag, dessen Geschäftsführer Joseph Bohn war.
1952/53 gab es einen Verlag J. Bohn & Berger in Sinzig am Rhein, von dem aber nur ein Rundfunktechniklehrbuch bekannt ist.